# Мансуров, Эльдар Бахрам оглы
Эльдар Бахрам оглы Мансуров (Эльдар Бахрамович Мансуров, азерб. Eldar Bəhram oğlu Mansurov; 28 февраля 1952) — азербайджанский композитор, заслуженный деятель искусств Азербайджана (2005), народный артист Азербайджана (2012). С 2007 по 2012 годы работал Секретарём союза композиторов Азербайджана.

## Биография
Эльдар Мансуров родился 28 февраля 1952 года в Баку в семье известного тариста, народного артиста Азербайджанской ССР Бахрама Мансурова. Окончив в 1972 году класс фортепиано в музыкальном училище им. Асафа Зейналлы, он продолжил учёбу в Азербайджанской государственной консерватории по классу композиции у профессоров Джевдета Гаджиева и Арифа Меликова.
Эльдар Мансуров автор многих симфонических и камерных произведений, а также рок-балетов «Клеопатра» и «Олимп», рок-оперы «Семь красавиц». Он также, написал музыку к нескольким азербайджанским кинофильмам таким как «Обручальное кольцо», «Бремя», «Приговор», «Всгорю в огне очищения», спектаклям, документальным и мультипликационным фильмам. Одним из последних его крупных проектов является симфо-рок-мугам «Бахрамнамэ», посвящённый памяти отца — Бахрама Мансурова. Партию на таре исполняет его брат Эльхан Мансуров.
В 2012 году удостоен Персональной пенсии Президента Азербайджанской Республики.